# Physalis microcarpa
Physalis microcarpa ist eine Pflanzenart aus der Gattung der Blasenkirschen (Physalis) in der Familie der Nachtschattengewächse (Solanaceae), die in Mexiko und Zentralamerika anzutreffen ist.

## Beschreibung
Physalis microcarpa ist eine bis zu 0,4 m hohe, krautige Pflanze, die leicht bis stark verzweigt, aufrecht oder manchmal auch fast niederliegend wächst. Die Stängel sind mit kurzen, umgebogenen Trichomen behaart. Die Blattspreiten sind ganzrandig bis leicht wellig, lanzettlich bis lanzettlich-eiförmig. Die größeren Laubblätter haben eine Länge von 1,5 bis 6 cm und sind 0,5 bis 2 cm breit. Die Spitze ist zugespitzt, manchmal auch lang zugespitzt, die Basis ist stumpf, abgerundet oder spitz. Ober- und Unterseite sind mit kurzen, umgebogenen Trichomen behaart. Die Blattstiele sind 0,4 bis 2 cm lang.
Die Blüten stehen einzeln an 0,5 bis 2 mm langen Blütenstielen. Der Kelch ist zur Blüte 1,2 bis 2 mm lang, mit anliegenden Trichomen behaart und mit dreieckigen bis eiförmigen, 0,4 bis 0,6 mm langen Zipfeln besetzt. Die Krone ist 2 bis 3 mm lang, ungefleckt und auf der Innenseite leicht behaart. Die Staubfäden sind 0,5 bis 0,7 mm lang, die Staubbeutel sind 0,4 bis 0,6 mm lang, bläulich oder violett, gelegentlich (möglicherweise durch Ausbleichen) auch gelblich.
Der Fruchtkelch ist fast drehrund, leicht zehnrippig, 0,5 bis 1 cm lang und 0,5 bis 0,6 mm breit und mit relativ kurzen Trichomen spärlich besetzt. Der Fruchtstiel ist 3 bis 4 mm lang, die Beere misst 3 bis 4,5 mm im Durchmesser.

## Vorkommen
Die Art kommt in der Dominikanischen Republik, Guatemala, Haiti, Honduras, Mexiko, und auf den Nicaragua vor. Sie besiedelt dabei das Biom der sommerfeuchten Tropen und ist in Höhenlagen von 300 bis 850 m anzutreffen.